# Kötzersricht
 Kötzersricht ist ein Dorf und Gemeindeteil der Gemeinde Hahnbach im Landkreis Amberg-Sulzbach in der Oberpfalz in Bayern.

## Herkunft des Namens
In einer Urkunde des Bischofs Otto der Heilige wird 1123 bei einer Schenkung an das Kloster Michelfeld Kötzersricht erstmals erwähnt, allerdings unter dem Namen der Öde Jakobsreut, also der Rodung eines Jakobs. Erwähnt werden dort eine Mühle, eine Wiese sowie Rodungen.
1283 trägt der Ort den Namen Chötzinsriuth und ist Bestandteil des Vogteiamtes Vilseck; offensichtlich war der Ort verödet und wurde nun von einem Kotz oder Kötzel (vom Vornamen Konrad abgeleitet) neu gerodet. Aus dem Chöttzinsriut (1285) wurde Chotzenriut (1326), Kotzelßryeth (1336), dann Kotzerrieht (1444), Kötzelreut (1546), Kötzerßrieht (1569), Kötzersrießrieht (1647) und schließlich Kötzersricht.
1546 ist im Ensdorfer Salbuch neben Kötzelsreut noch der Name Jacobsreut eingetragen. In dem Eintrag heißt es, „vnd ist der nam verwandltt worden vnd man heists jetzundt Kötzeslreut“, was beweist, dass beide Namen den gleichen Ort bezeichnen.

## Geschichte
Die Gegend war seit 1007 im Besitz des Bistums Bamberg. Durch Schenkungen des Bamberger Bischofs Otto der Heilige kam diese an das Kloster Michelfeld. Nachdem Kurfürst Maximilian von Bayern1628 die Oberpfalz erworben hatte, wurde das Amt Hahnbach (officium Hannebach) aufgelöst und es wurden verwaltungsmäßig vier Viertel eingerichtet. Kötzersricht gehört nun zum Viertel Poppenricht, zusammen mit Ursulapoppenricht, Schwandt, Pursruck, Bernricht, Godlricht, Altmannshof, Traßlberg, Witzlhof, Unter- und Oberammersricht, Eglsee, Schäflohe, Speckshof, Karmensölden, Neuricht, Obersdorf, Unterschwaig, dem Laubhof und der Neumühle.
Nordnordwestlich von Kötzersricht ist um den Vilsbühl ein Bodendenkmal eingezeichnet, das unter der Aktennummer D-3-6436-0080 im Bayernatlas als „mittelalterlicher bzw. frühneuzeitlicher Eisenverhüttungsplatz“ geführt wird. Der dortige Eisenhammer wurde vom Wasser der Vils betrieben. 1463 klagte der Abt des Klosters Ensdorf gegen Hans Kastner den Älteren wegen ausstehenden Zinses, der für den Hammer Kötzersricht fällig war. Aus einem Bericht des Johann German Barbing an den Kurfürst Ferdinand Maria vom 16. Januar 1666 heißt es: „Khörzersricht: Von dem Schinhammer steht noch etwas vom Hammerhaus, doch sonst alles ganz öd und eingefallen. Dafür ist eine Mühle, welche Hans Waig der Jüngere besitzt. Ist auch keine Hoffnung, daß am Hammerwerk in Ermangelung der Mittel etwas aufgerichtet werde.“
Am 1. Januar 1972 wurde die ehemalige Gemeinde Ursulapoppenricht mit Kötzersricht nach Hahnbach eingegliedert.